# Chlorophytum cameronii
Chlorophytum cameronii är en sparrisväxtart som först beskrevs av John Gilbert Baker, och fick sitt nu gällande namn av Shakkie Kativu. Chlorophytum cameronii ingår i släktet ampelliljor, och familjen sparrisväxter.

## Underarter
Arten delas in i följande underarter:
- C. c. cameronii
- C. c. grantii
- C. c. purpuratum